# Cyrtinus peruviensis
Cyrtinus peruviensis es una especie de escarabajo longicornio del género Cyrtinus, tribu Cyrtinini, orden Coleoptera. Fue descrita científicamente por Audureau en 2017.

## Descripción
Mide 3,2 milímetros de longitud.

## Distribución
Se distribuye por Perú.